# موسم صيف أبو ظبي
موسم صيف أبو ظبي (بالإنجليزية: Summer in Abu Dhabi)‏. هو مهرجان بدأ عام 2008 في أبو ظبي بالإمارات العربية المتحدة ويتكرر سنويا في نفس الموعد في الصيف.
يجمع المهرجان الذي تمتد فعالياته من 26 يونيو حتى 18 أغسطس،لمدة 84 يوماً كما أن التذاكر مجانية  بين الألعاب والملاهي، وكذلك المسابقات الثقافية والدورات التراثية، على امتداد سبع جزر افتراضية هي جزر الاستكشاف والخيال، والمغامرة والمرح، والإبداع والحركة، وجزيرة التراث والثقافة. كما يوفر «صيف أبوظبي» خصومات وعروضاً ترويجية وتخفيضات خلال فترة المهرجان.